# Kempfova věž
Kempfova věž je bývalá rozhledna, která v letech 1932–1981 stála na hoře Krudum ve výšce 835 m západně od Horního Slavkova, na území dnešní Chráněné krajinné oblasti Slavkovský les. Na jejím místě stojí nová ocelová příhradová konstrukce z roku 2008. 

## Historie
Iniciátorem výstavby se stal místní rodák Andreas Kempf, lékař a posléze vrchní lékař na akademii ve Vídni. Založil fond a vložil do něj první peníze. Po jeho smrti roku 1929 se myšlenky ujímá Anton Thum (majitel pivovaru v Lokti), který v roce 1931 vydává sbírku Kempfových próz věnovaných kraji pod Krudumem. Výtěžek z prodeje knihy věnoval přírodovědnému chebskému turistickému spolku v Lokti (Eghalanda Gmoi z´Elbuagn), který vyhlásil veřejnou sbírku k postavení rozhledny věnované právě Andreasu Kempfovi. Sbírka byla úspěšná a rozhledna byla slavnostně otevřena v neděli 11. září 1932. Projekt 10 m vysoké kamenné věže s cimbuřím, připomínající hradní věž zhotovil sokolský stavitel Adolf Marsch, který zároveň dohlížel na její výstavbu. Již na otevření rozhledny přišlo množství lidu a sláva rozhledny vydržela do konce druhé světové války.
Po druhé světové válce a odsunu původního obyvatelstva přestala být rozhledna udržovaná. Zchátralou rozhlednu převzal podnik Státní statky Rovná, který v roce 1981 nechal zbytky zdiva srovnat se zemí.

## Nová rozhledna
V roce 2008 (oficiální otevření 15. října 2008) byla na vrcholu zpřístupněna nová ocelová rozhledna.